# 429
El 429 (CDXXIX) fou un any comú començat en dimarts del calendari julià. En aquell temps, era conegut com a any del consolat de Florenci i Dionisi (o, més rarament, any 1182 ab urbe condita). L'ús del nom «429» per referir-se a aquest any es remunta a l'alta edat mitjana, quan el sistema Anno Domini esdevingué el mètode de numeració dels anys més comú a Europa.

## Esdeveniments
- Genseric funda el Regne Vàndal[1] després de la invasió vàndala d'Àfrica el maig d'aquest any.[2]